# Бобруйський провулок
Бобру́йський прову́лок — провулок у Подільському районі міста Києва, місцевості Біличе поле, Замковище. Пролягає від Таврійської вулиці до тупика.

## Історія
Провулок виник наприкінці 1940-х — на початку 1950-х років під назвою 3-тя Нова вулиця, сучасну назву отримав 1955 року, на честь білоруського міста Бобруйськ.

## Цікаві факти
Довжина провулка становить близько 50 м. Тобто, Бобруйський провулок можна вважати найкоротшою вулицею Києва (не рахуючи залишків знесених вулиць з одним-двома будинками). В провулку розташовано 3 житлові одноповерхові будинки.